# تحرر اليهود

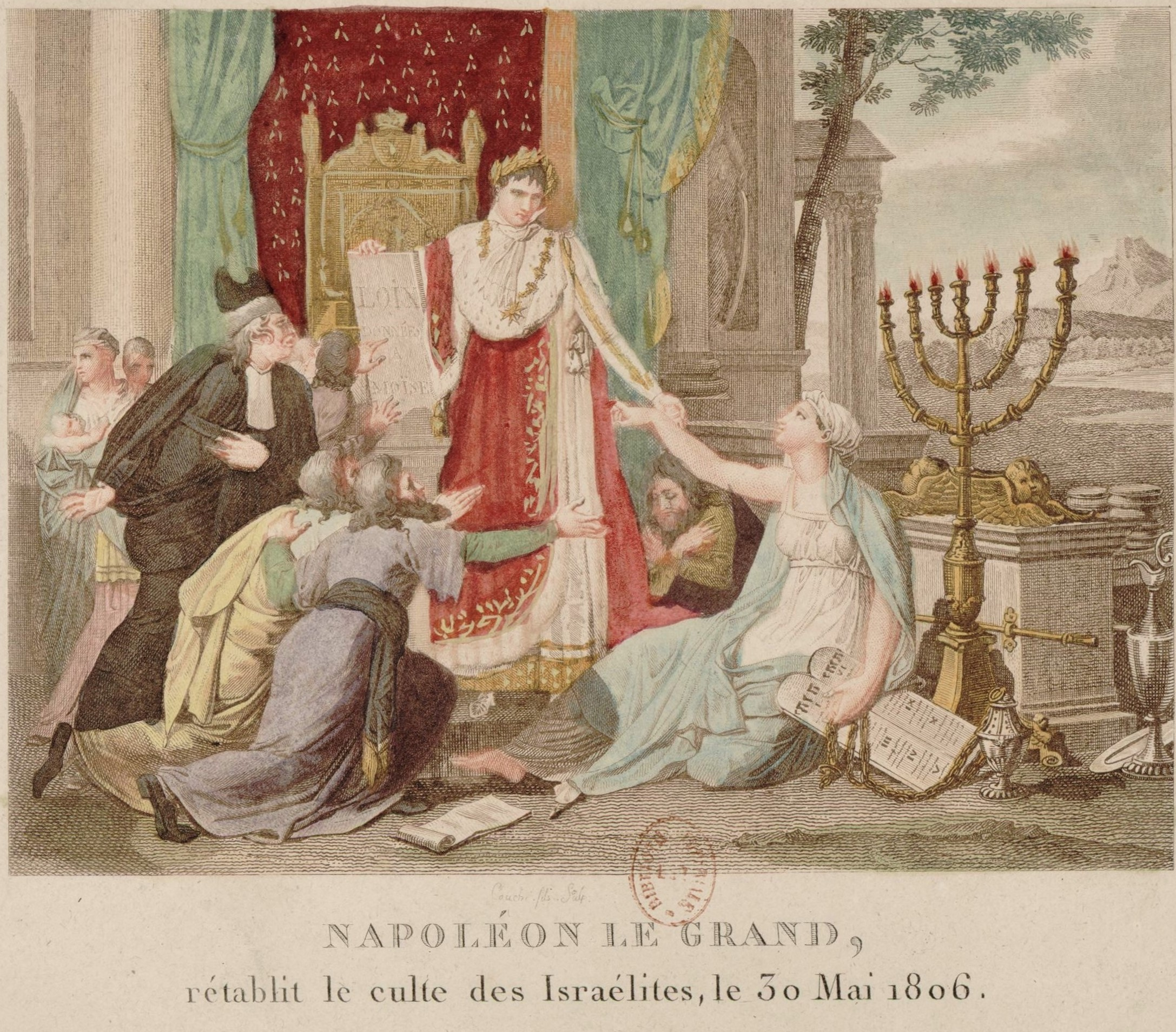
في البلاط اليوناني

يُشير مفهوم تحرر اليهود (بالإنجليزية: Jewish emancipation)‏ إلى العملية الخارجية (والداخلية مثل هاسكالا) في مختلف دول أوروبا المتمثلة في القضاء على المعوقات اليهودية، مثل كوتا اليهودية، التي خضع لها اليهود الأوروبيون في ذلك الوقت، والاعتراف باليهود باعتبارهم مؤهلون للمساواة وحقوق المواطنة. وقد تضمنت هذه العمليات جهود أفراد المجتمع من الداخل لقبول اليهود بينهم. حدثت العمليات بشكل تدريجي بين أواخر القرن الثامن عشر وأوائل القرن العشرين. وجاء تحرر اليهود في أعقاب عصر التنوير وحركة هاسكالا التنويرية اليهودية. ألغت دول مختلفة القوانين التمييزية السابقة المطبقة على اليهود على وجه التحديد في أماكن إقامتهم. قبل بدء عمليات التحرر، كان أغلب اليهود معزولين في مناطق سكنية بعيدة، تُدعى الغيتو، عن بقية المجتمع؛ إذ عُدَّ التحرر هدفًا رئيسيًا لليهود الأوروبيين في ذلك الوقت، والذين عملوا لتحقيق الإدماج الاجتماعي في مجتمعات الأغلبية والالتزام بممارسات التعليم الأوسع نطاقًا. أصبح العديد منهم ناشطين سياسيًا وثقافيًا داخل المجتمع المدني الأوروبي الأوسع مع حصول اليهود على المواطنة الكاملة. هاجر بعضهم أيضًا إلى بلدان توفر فرصًا اجتماعية واقتصادية أفضل، مثل الإمبراطورية الروسية وفرنسا. انضم بعض اليهود الأوروبيين إلى الاشتراكية والبعض الآخر إلى الصهيونية.

## خلفية
التزم اليهود بمجموعة واسعة من القيود على مدار التاريخ الأوروبي بشكل شبه كامل. منذ مجمع لاتران الرابع عام 1215، طلب الأوروبيون المسيحيون من اليهود والمسلمين ارتداء ملابس خاصة، مثل الكيباه والشارة الصفراء لليهود، وذلك لتمييزهم عن المسيحيين. وكثيرًا ما كانت ممارسة طقوس دياناتهم مقيدة أيضًا، وكان عليهم أن يؤدوا القسم اليهودي. لم يحق لليهود التصويت في الانتخابات، في حال وُجدت، وقد حظرت بعض البلدان دخول اليهود بشكل رسمي وعلني، مثل النرويج والسويد وإسبانيا بعد عملية الترحيل في أواخر القرن الخامس عشر.
على النقيض من ذلك، في عام 1264، أصدر الأمير البولندي بولسلاو «النظام الأساسي لكاليسز» - الميثاق العام للحريات اليهودية في بولندا، وهو عبارة عن وثيقة لم يسبق لها مثيل في تاريخ أوروبا في العصور الوسطى والتي تقدم لليهود الحرية الشخصية والاستقلال الذاتي بموجب القانون والمحكمة المستقلة في المسائل الجنائية، فضلًا عن تقديم الضمانات ضد التعميد القسري وفرية الدم. صُدقت الوثيقة مرة أخرى من قِبَل الملوك البولنديين اللاحقين مثل: كازيمير الثالث الأعظم من بولندا في عام 1334، وكازيمير الرابع في عام 1453، وزغمونت الأول في عام 1539. بعد عمليات الترحيل الضخمة لليهود من أوروبا الغربية (إنجلترا وفرنسا وألمانيا وأسبانيا)، وجدوا ملجأ لهم في أراضي الكومنولث البولندي الليتواني.  خلال عهد سلالة يلغيلون، أصبحت بولندا موطنًا لأكبر عدد من السكان اليهود في أوروبا، وقد شكَّل هذا مجموعة تناقضات واسعة بين المراسيم الملكية التي تستدعي السلامة اليهودية والحرية الدينية من القرن الثالث عشر مع نوبات الاضطهاد والقمع في أوروبا الغربية وخاصة في أعقاب الموت الأسود بين عامي 1348-1349، التي يلقي بعض الأوروبيين في الغرب اللوم على اليهود أنفسهم فيه. عانت أجزاء كبيرة من بولندا القليل من تفشي الوباء، في حين جلبت الهجرة اليهودية القوى البشرية العاملة والمهارات القيمة للدولة الصاعدة. حدثت أكبر زيادة في أعداد اليهود في القرن الثامن عشر، عندما أصبح اليهود يشكلون 7% من مجموع السكان البولنديين.
بدأت المشاركة اليهودية في مجتمع النبلاء خلال عصر التنوير. وقد دعت حركة هاسكالا، وهي حركة يهودية داعمة لتطبيق قيم التنوير، إلى توسيع نطاق الحقوق اليهودية داخل المجتمع الأوروبي. ودعا أتباع الهاسكالا إلى «الخروج من الغيتو»، ليس فقط جسديًا بل أيضًا ذهنيًا وروحيًا.
في عام 1790 في الولايات المتحدة، كتب الرئيس جورج واشنطن رسالة تؤكد أن اليهود في أمريكا يتقاسمون نفس الحقوق، بما في ذلك الحق في ممارسة طقوسهم الدينية، مع جميع الأمريكيين الآخرين.
في 28 سبتمبر من عام 1791، أصبحت فرنسا بعد الثورة ثاني دولة في أوروبا، بعد بولندا قبل 500 عام، لتحرير سكانها اليهود. بلغ عدد اليهود الذين كانوا يعيشون في فرنسا في ذلك الوقت حوالي 40,000 وكانوا أول من واجهوا الفرص والتحديات التي يتيحها التحرر. أصبحت المساواة المدنية التي حققها اليهود الفرنسيون نموذجًا لليهود الأوروبيين الآخرين. بدأت الفرص الجديدة للشعب اليهودي، ما دفع ببطء نحو المساواة في أجزاء أخرى من العالم. في عامي 1796 و1834، منحت هولندا اليهود حقوق متساوية مع نظائرهم من غير اليهود. أطلق نابليون سراح اليهود في المناطق التي غزاها في أوروبا خارج فرنسا. منحت اليونان أيضًا حقوق متساوية لليهود عام 1830. لكن لم تبدأ الحركات السياسية اليهودية في إقناع الحوكمات في كل من بريطانيا العظمى ووسط وشرق أوروبا لمنح حقوق متساوية لليهود حتى ثورات منتصف القرن التاسع عشر.

## التَبِعات

### التحرر وممارسة اليهودية
أدَّى التحرر إلى إضعاف العلاقة بين اليهود ودينهم، الذي لم يعد له ذاك التأثير الكبير في حياتهم. اعتبر الكثيرون أن ممارسة اليهودية أقرب إلى أسلوب حياة المواطنين من غير اليهود. سمح التحرر في فرنسا وإيطاليا وألمانيا، على الأقل خلال فترة الإمبراطورية، ونتيجة لمفاهيم الهاسكالا، للعديد من اليهود بمغادرة الغيتو والمساهمة في تطوير حركات اليهودية الإصلاحية خلال القرن التاسع عشر. علاوة على ذلك، ساهم التحرر في اندماج ثقافة اليهود داخل المجتمع المحيط بهم وعلى وجه التحديد من خلال الزواج. لم يمض وقت طويل حتى قام الحاخام سامسون رافائيل هيرش بتعريف رؤية حديثة لليهودية الأرثوذكسية وتمكين اليهود الأرثوذكس من المشاركة الكاملة في المجتمع. في نهاية المطاف، أدى التحرر إلى انخراط اليهود في ثقافة جديدة. وبذلك، تمكن اليهود ليس فقط من النظر إلى أنفسهم كأعضاء في طائفة دينية بل أيضًا كمواطنين حقيقيين داخل المجتمع. في الوقت نفسه، شعر بعضهم بالقلق إزاء أن الزعماء داخل الحركة اليهودية كانوا يسعون إلى وضع اليهودية مع نهج يخدم حضارة غربية جديدة مغايرة.